# Mexicans a Espanya
El mexicans a Espanya conformen la tercera comunitat més nombrosa de mexicans a l'exterior i la primera d'Europa. La població mexicana que radica en Espanya està integrada primordialment per estudiants, profesionistas qualificats, cònjuges d'espanyols, així com per ciutadans mexicans que compten també amb la nacionalitat espanyola o la d'algun altre estat membre de la Unió Europea. Al gener de 2018 l'Institut Nacional d'Estadística d'Espanya tenia registrats a 24.225 mexicans dins del seu territori, dels quals una part estan en règim comunitari (posseeixen altres nacionalitats de la Unió Europea o són familiars de ciutadans europeus). A aquest número cal agregar als que compten amb doble nacionalitat, que no són registres com a estrangers espanyols. Les legislacions mexicana i espanyola permeten la doble nacionalitat, i són molts els mexicans que l'han sol·licitat, tant residents a Espanya com néts o fills de la migració espanyola a Mèxic. L'any 2010, la secretaria de Relacions Exteriors de Mèxic va registrar 21.107 mexicans residint a Espanya que es va convertir en la tercera comunitat mexicana més nombrosa residint a l'estranger, després dels Estats Units i Canadà; a més és la major del continent europeu i la principal fora d'Amèrica.
Els principals destins de la comunitat mexicana, segons dades de l'INE, són les comunitats de Catalunya amb 7.002, Madrid amb 6.653, Andalusia amb 2.339 i el CPaís Valencià amb 1.850. Dels migrants mexicans residents a Espanya, el 61% són dones, procedents principalment de la Ciutat de Mèxic, Estat de Mèxic, Jalisco, Nuevo León, Veracruz, Baixa Califòrnia, Hidalgo, Puebla, Querétaro, Sinaloa, Yucatán, Chihuahua i Chiapas. El perfil més característic de l'immigrant mexicà és d'adults d'edat mitjana, provinents de classe mitjana-alta, concentrats a Madrid, Barcelona i Sevilla. Molts són els casos d'estudiants de postgrau que construeixen relacions laborals i/o sentimentals que els comporta a quedar-se a Espanya.

## Història

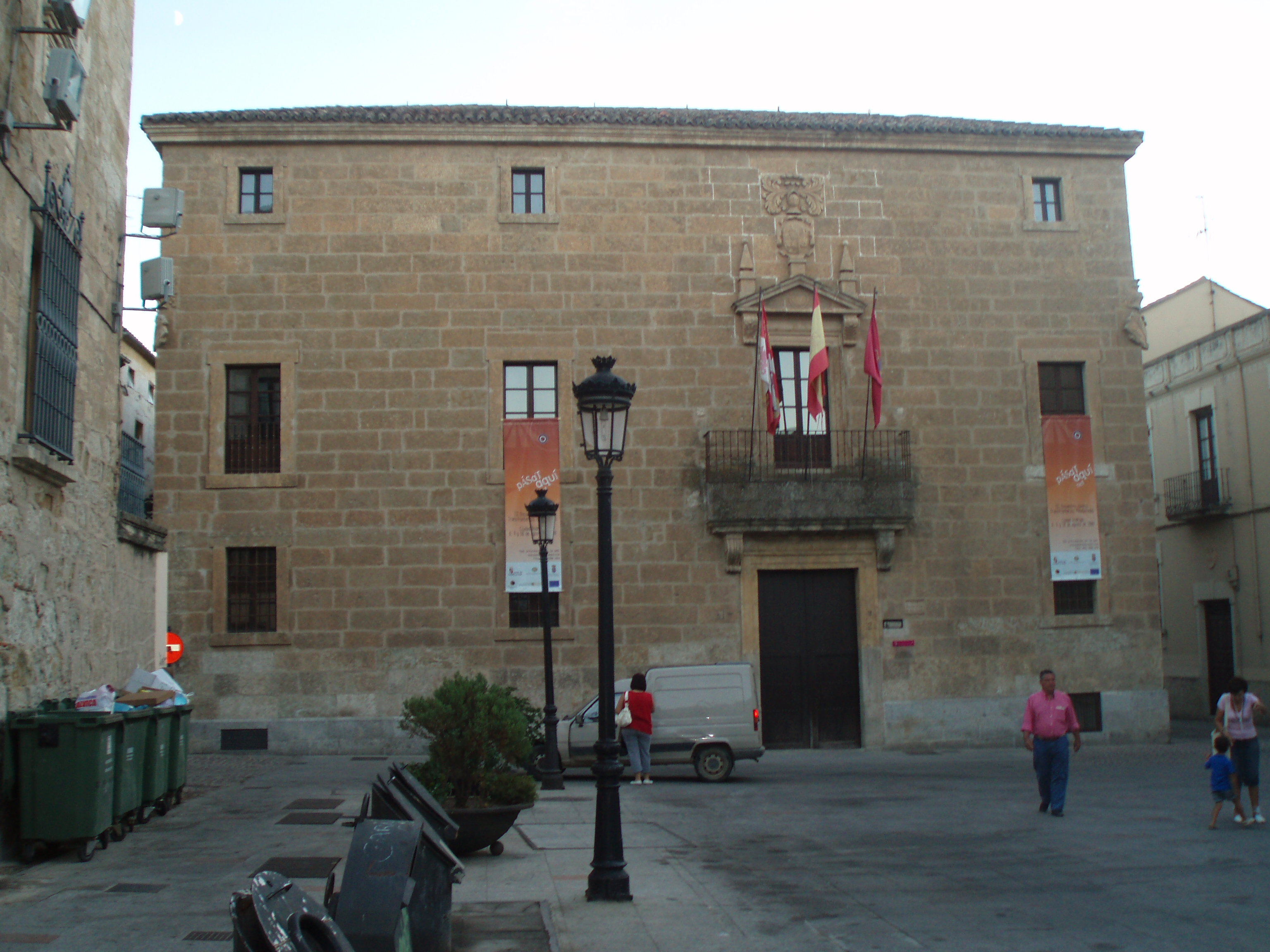
El palau de Moctezuma a Ciudad Rodrigo, un dels palaus dels descendents espanyols de l'emperador asteca Moctezuma II.

Comunitat mexicana en temps del Franquisme.

Després d'haver conclòs la conquesta de Mèxic-Tenochtitlán, es van realitzar les primeres unions entre les filles de l'emperador Moctezuma Ilhuilcamina i soldats espanyols d'Extremadura; així com unions entre tlaxcalteques i espanyols, dels quals va ser la primera generació de mexicans nascuts a l'Espanya peninsular.
Els primers espanyols nascut a la península d'ascendència mexicana van ser els fills dels soldats d'Hernán Cortés que van tornar a Sevilla i Extremadura com a nobles espanyols de sang asteca provinents de la casa del Ducat de Moctezuma de Tultengo a Mèxic i del Comtat de Miravalle a Granada, Espanya.
A la fi del segle xvi, després de la unió en matrimoni de Mariana de Carvajal y Toledo amb Juan de Toledo Moctezuma, descendent de Juan Cano de Saavedra i d'Isabel de Moctezuma, filla de l'emperador asteca Moctezuma II, els qui construeixen el seu palau a Càceres amb els escuts heràldics de les famílies dels Toledo i Carvajal, a més la dels Moctezuma.
Durant els primers anys segle xx, ja existia una comunitat mexicana fincada a Espanya, molts d'ells eren exiliats durant la Revolució Mexicana, famílies porfirianes que van preferir l'exili en comptes de continuar vivint sota els nous governs.
En començar la Guerra Civil Espanyola, molts mexicans van formar part dels moviments armats en el territori d'Espanya, fent costat als combatents republicans.
En el segle xx, les causes d'emigració són diferents, principalment els enllaços conjugals amb ciutadans i ciutadanes d'Espanya, els intercanvis estudiantils o els postgraus universitaris, de la qual cosa sorgeix l'oferta laboral i la naturalització; així com el dinamisme econòmic existent entre Mèxic i Espanya, aconseguint així, l'establiment de nombroses empreses mexicanes en la península ibèrica.

## Cultura mexicana a Espanya

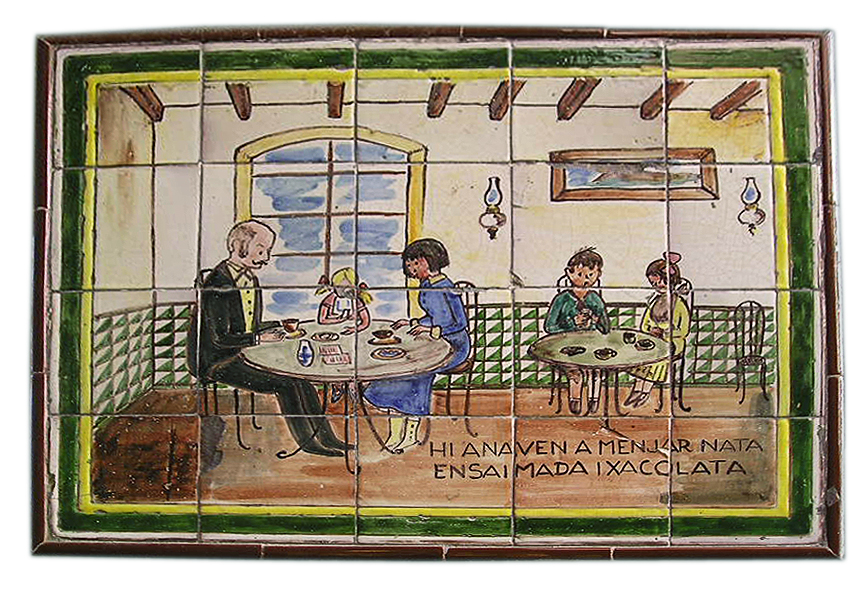
Xocolateria a Barcelona.

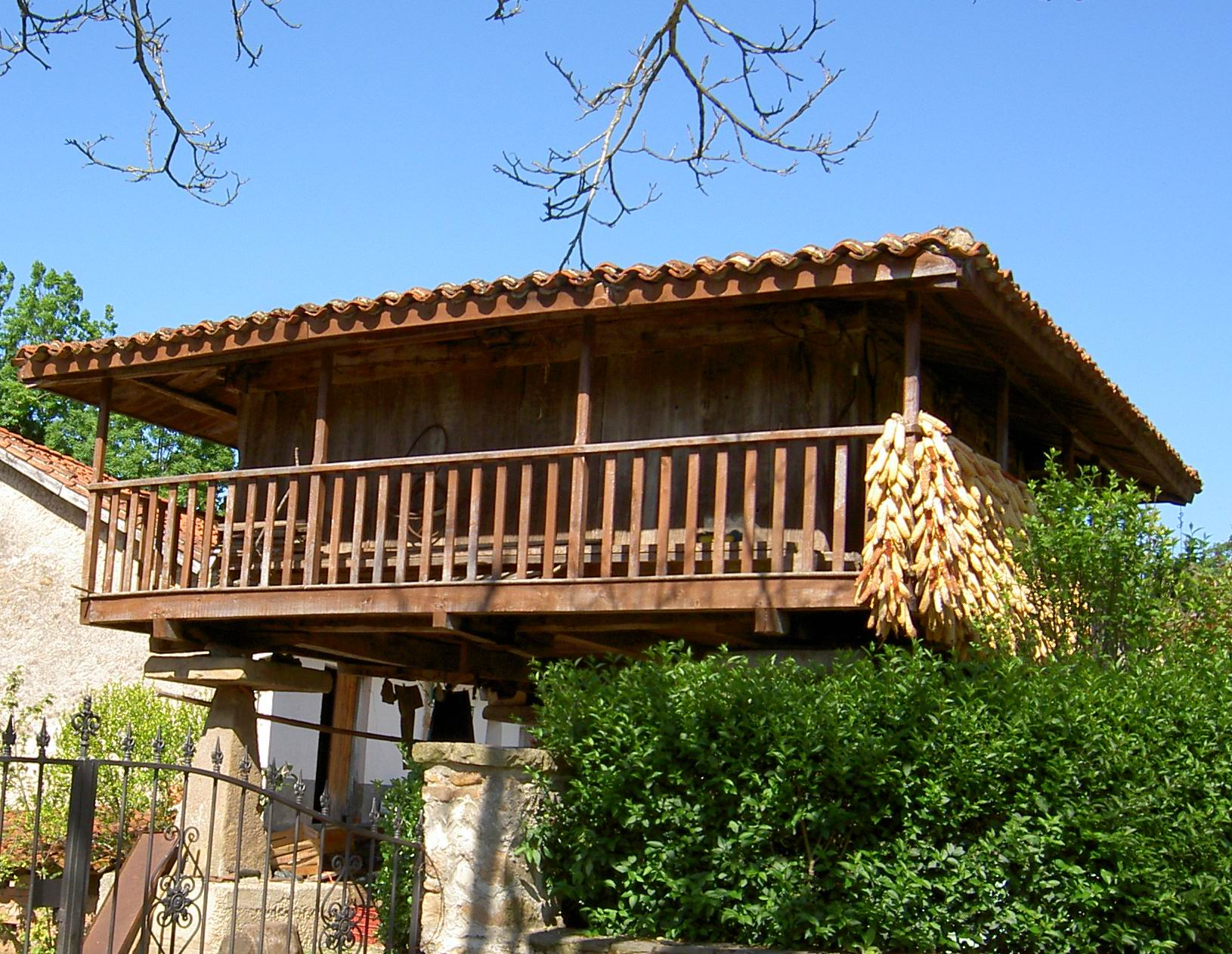
La cultura de la dacsa, es manifesta sobretot al nord d'Espanya.

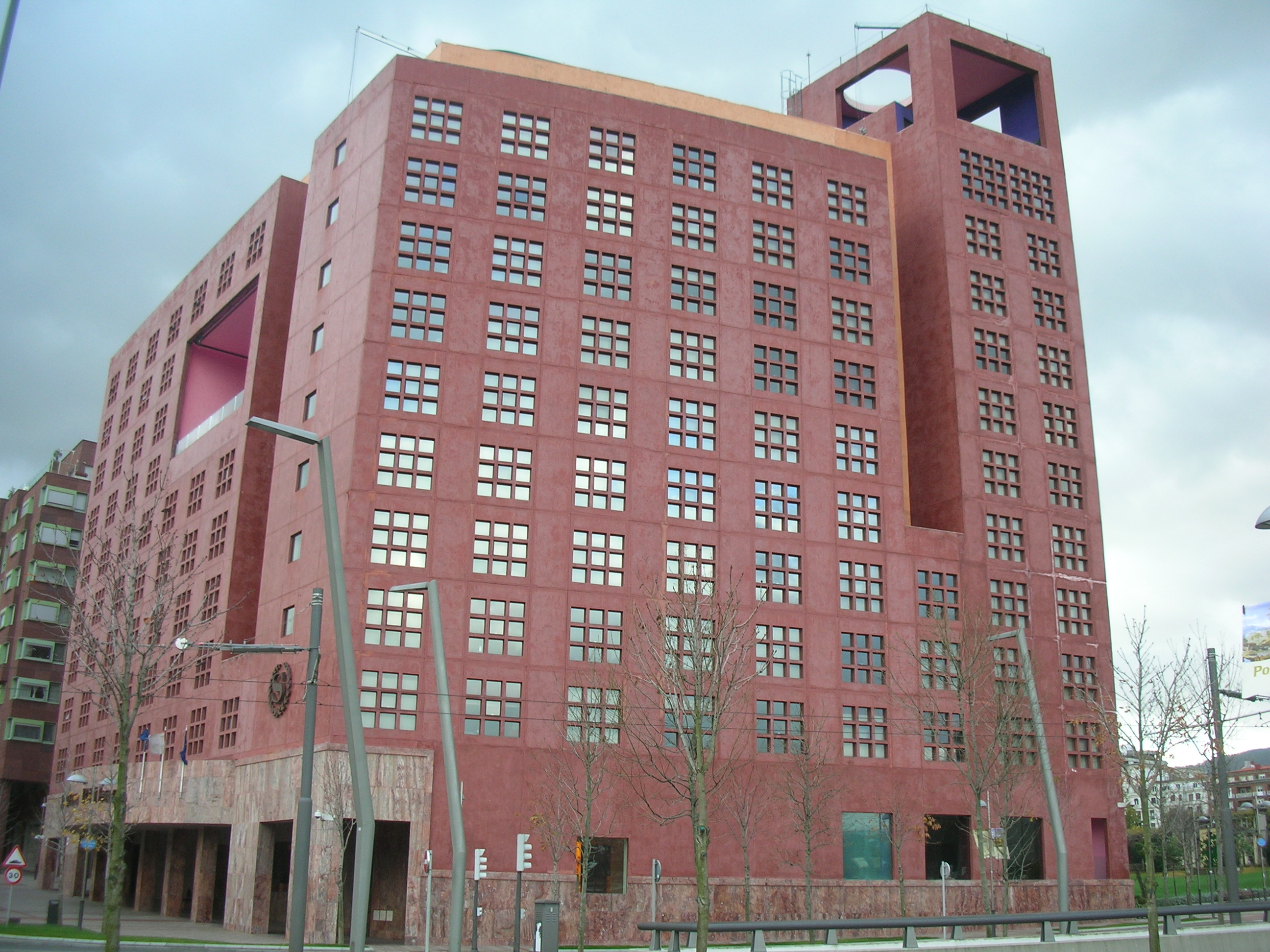
Hotel Sheraton de Bilbao amb influència de l'arquitectura mexicana contemporània.

Quant a la gastronomia es refereix, la influència dels sabors colonials en la cuina espanyola està molt marcada amb en la resta d'Amèrica Llatina i de les Illes Filipines. La cuina espanyola també es va veure enriquida amb els productes mexicans com el tomàquet, el blat de moro, l'alvocat, la vainilla i la fina xocolateria l'origen de la qual va ser mesoamericà.
El blat de moro és base important de la dieta del nord d'Espanya, sobretot a Astúries, Galícia, Catabria i Castella i Lleó, el blat de moro l'origen del qual és mesoamericà.
La música ranxera i la música del mariachi és molt ben benvolguda i difosa entre la societat espanyola, hi ha importants intèrprets de la música que expressa els diferents ritmes i lletres dels compositors mexicans o canta-autors. Rocío Dúrcal i Chavela Vargas han estat icones molt ben identificats dels gèneres ranxers.
L'arquitectura mexicana a Espanya es veu manifestada principalment pel moviment modern i la policromia dels murs utilitzats per Luis Barragán i Ricardo Legorreta, diversos arquitectes mexicans han construït edificis amb una clara formalitat estilística. L'hotel Sheratón de Bilbao i el Parc Residencial Europa a Madrid, són costruccines amb formes i estils de l'arquitectura mexicana contemporània.

## Comunitats mexicanes
Espanya és el tercer país de destinació de l'immigrant mexicà, cal esmentar que no té cap relació la immigració mexicana amb la immigració cap als Estats Units o cap al Canadà, els mexicans que emigren a Espanya o a la resta del Continent Europeu són principalment de classe mitjana i de classe alta, no es dediquen a la recol·lecta de fruits o verdures o algun treball mal remunerat com ocorre amb els immigrants sud-americans, asiàtics o africans; més aviat són contractats des de Mèxic per a operar en alguna empresa mexicana o espanyola dels quals molts d'ells ocupen càrrecs importants.
Molts dels mexicans de l'exterior estan per qüestions empresarials o laborals que van ser portats per importants grups empresarials mexicans que es van instal·lar en aquest país com Bimbo, Cemex, Aceros de Monterrey, Jumex, Farmacias similars, entre d'altres. Les empreses mexicanes han trobat un desenvolupament important entre els consumidors espanyols per la similitud que té l'empresariat mexicà amb la manera de fer negocis en relació amb els estatunidencs.

## Altres factors

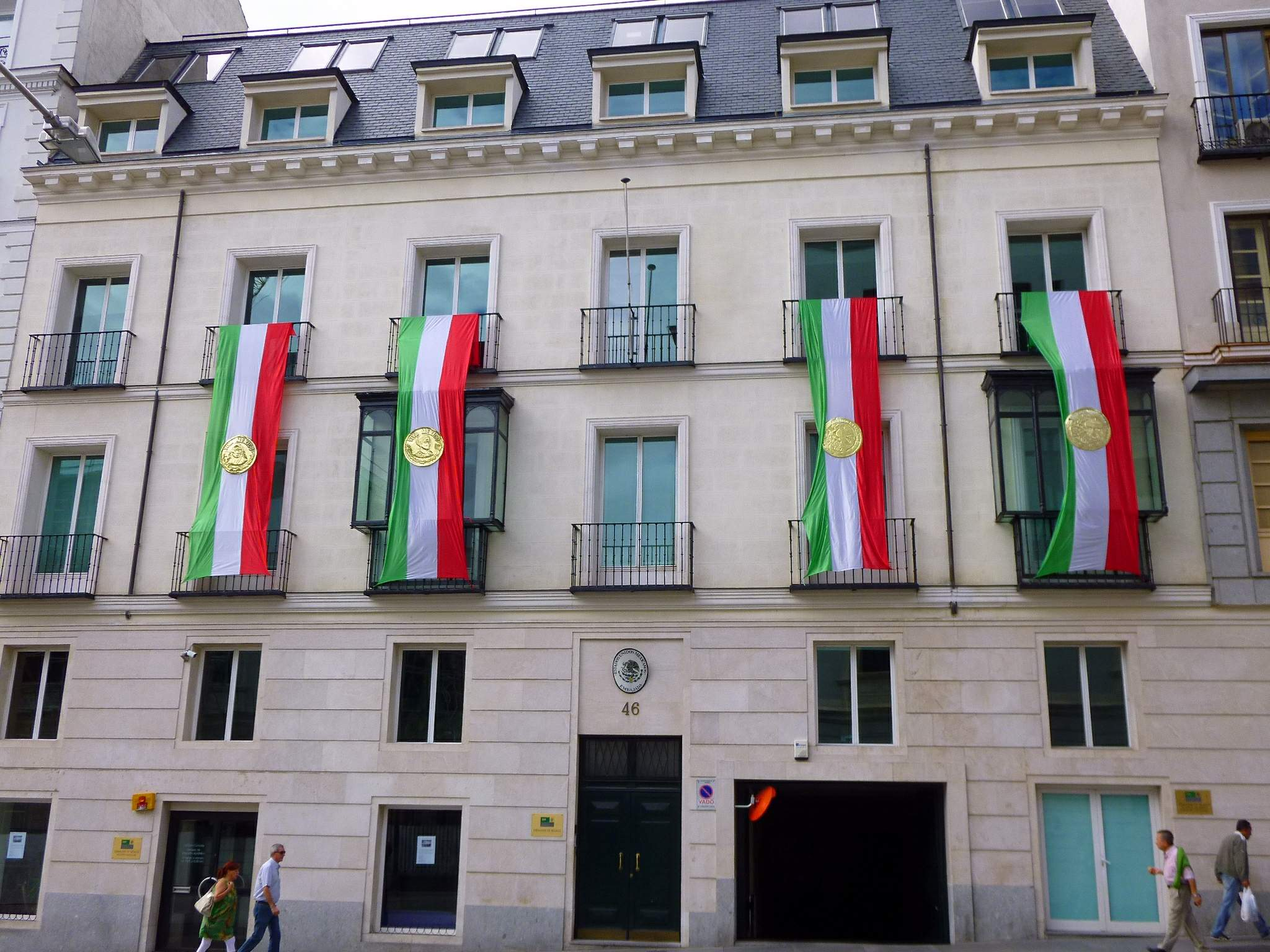
Ambaixada de Mèxic a Madrid.

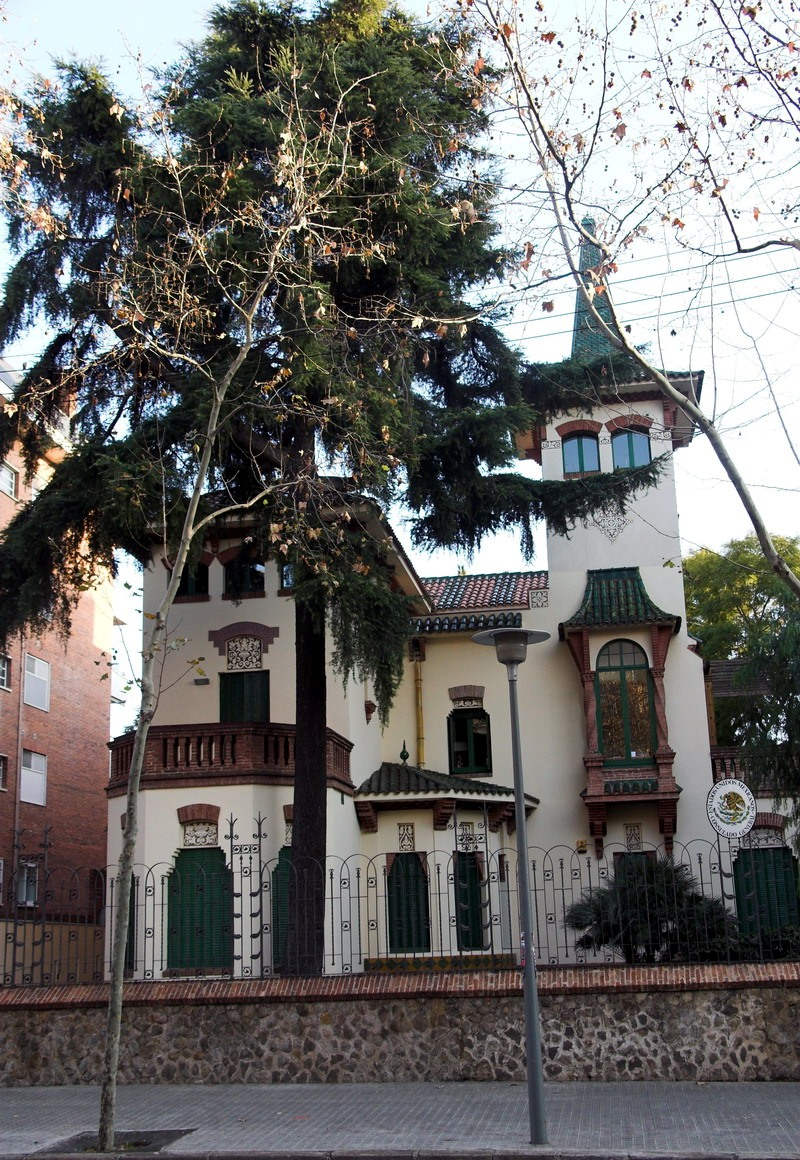
Consolat de Mèxic a Barcelona.

El tràfic il·legal de drogues és causa de la presència en el sistema penitenciari espanyol d'aproximadament 10 000 ciutadans llatinoamericans, dels quals 393 són mexicans i mexicanes entre 25 i 50 anys d'edat que paguen condemnes de fins a 9 anys a la presó, quan en 1990 hi havia 6 presos mexicans i 37 en 2000. Després dels Estats Units, la SRE té en la seva ambaixada mexicana de Madrid la segona major activitat per processos relacionats amb el narcotràfic.

### Oficines Consulars de Mèxic a Espanya
- Ambaixada de Mèxic a Madrid.[14]
- Consolat en Barcelona, Catalunya.
- Consolat honorari en Gijón, Astúries.
- Consolat honorari en Múrcia, Regió de Múrcia.
- Consolat honorari en Palma, Illes Balears.
- Consolat honorari en Santa Cruz de Tenerife, Canàries.
- Consolat honorari en Sevilla, Andalusia.
- Consolat honorari en València, Comunitat Valenciana.
- Consolat honorari en Saragossa, Aragó.

## Estadístiques
| Any del cens | Residents mexicans |
| ------------ | ------------------ |
| 2000         | 5 510              |
| 2005         | 22 922             |
| 2010         | 25 449             |
| 2015         | 21 657             |
| 2018         | 24 225             |
| 2019         | 26 150             |

## Mexicans notables residents a Espanya
- Juan Ruiz de Alarcón, poeta novohispano.
- Alaska, cantant.
- José Luis Astiazarán, advocat i directiu.
- Javier Iturriaga, futbolista.
- Rafael Márquez, futbolista.